# Минин, Фёдор Алексеевич
Фёдор Алексе́евич Ми́нин (около 1709—1765) — офицер российского императорского флота, мореплаватель, штурман,  участник Великой Северной экспедиции в составе Обско-Енисейского отряда, с 1738 по 1742 год руководитель отряда; во время экспедиции командовал ботом «Обь-Почтальон» и дубель-шлюпкой «Тобол», исследовал северное побережье от устья Оби до Енисея. В 1749 году разжалован в матросы. Его именем названы залив, бухта, гора и мыс на полуострове Таймыр, мысы на полуострове Мамонта и на острове Таймыр, острова в устье Енисея, шхеры вблизи северо-западного побережья полуострова Таймыр, пролив между Оленьими островами и материком.

## Биография
Родился в Москве около 1709 года в семье стряпчего одного из монастырей.
В 1723 году, после смерти отца (мать умерла раньше), поступил в Морскую академию. 20 февраля (3 марта) 1726 год после окончания учёбы произведён в штурманские ученики и направлен в Астрахань. в 1728 году был произведён в подштурманы. С 1729 по 1733 год плавал на ботах в Каспийском море. После возвращения в Санкт-Петербург, 1 (12) мая 1733 год, был произведён в штурманы, осенью 1733 года сопровождал брандвахтенное судно в Выборг. Плавал в Балтийском море на шнявах, линейных кораблях «Шлиссельбург» и «Слава России». Зимой служил в штурманской школе, обучал гардемаринов основам морского дела. В 1734 году зимовал вместе с пакетботом «Курьер» в Ревеле. В 1735 году был направлен в Архангельск вокруг Скандинавии в команде капитана Полянского «для провождения новостроящегося корабля» в Кронштадт. На вновь построенном корабле «Новоархангельск» вернулся в Кронштадт.
В конце 1735 года подал прошение на имя императрицы Анны Иоановны, в котором, ссылаясь на то, что «понёс большие расходы на покупку инструментов и не получал штурманского жалования», просил отстранить его «от посылки на Обь». Однако, 12 (23) января 1736 года, решением Адмиралтейств-коллегии штурман Минин был назначен в Обско-Енисейский отряд Великой Северной экспедиции под командованием лейтенанта Д. Л. Овцына. Экспедиция имела цель обследовать северное побережье от устья Оби до Енисея. Совместно с ботовым мастером Петром Скобельцыным, мастером флота Иваном Кошелевым, был направлен в Тобольск для строительства бота «Обь-Почтальон». Строительство бота затянулось, поэтому Минин был назначен в команду дубель-шлюпки «Тобол», на которой 23 мая (3 июня) 1736 года вышел в плавание под руководством Д. Овцына. Выйдя к устью Оби «Тобол» был остановлен дрейфующими льдами, дальнейший выход в Карское море из Обской губы был невозможен. Экипаж повернул обратно и зазимовал в Обдорске. В ходе плавания экспедиция проводила опись берегов, промеры глубин, составляла карты.
В 1737 году Минин плавал на боте «Обь-Почтальон» (командир Д. Овцын). 29 июля бот «Обь-Почтальон» и дубель-шлюпка «Тобол» (командир И. Н. Кошелев) вышли из Обской губы в Северный Ледовитый океан. У 74°2′ северной широты экспедиция увидела льды. 16 августа обогнули мыс Матте-Сале и повернули в Енисейскую губу, 31 августа, пройдя через Гыданский залив, достигли устья Енисея, где встретили сухопутную партию экспедиции. Во время плавания члены экспедиции проводили опись побережья и составляли карты новых мест. Минин лично поставил три маяка на мысе (ныне носит его имя) в Гыданском заливе. Перед самым ледоставом Овцын завёл бот в устье реки Ангутихи, где отряд и зазимовал.
Лейтенант Овцын, перед отъездом с отчётом о результатах экспедиции в Санкт-Петербург, поручил Минину, согласно инструкции Адмиралтейств-коллегии, на боте «Обь-Почтальон» провести опись берегов от Енисейского залива до реки Хатанга вокруг полуострова Таймыр и соединиться с Ленским-Енисейским отрядом. 18 июня 1738 года Минин вышел на боте из Туруханска с командой в 26 человек. Спустившись по Енисею, бот был остановлен 8 августа непроходимыми льдами около мыса Ефремов Камень. Минин послал своего помощника подштурмана Д. В. Стерлегова на ялботе для разведки ледовой обстановки. Стерлегов достиг 73°14′ северной широты и поставил на мысе Двухмедвежьем доску с надписью: «1738 году августа 22 дня мимо сего мыса, именуемого Енисея Северо-восточного на боту Оби Почтальоне от флота штурман Федор Минин прошел к осту оной в ширине 73°14′». Минин повернул бот обратно и 19 сентября стал на зимовку на берегу реки Курья. Во время зимовки Минин составил карту Енисейского залива и отправил её вместе с отчётом о плавании в Адмиралтейств-коллегию, которая решила продолжить исследования и назначила Минина начальником Обско-Енисейского отряда вместо лейтенанта Д. Овцына, арестованного и разжалованного по суду в матросы.
Летняя компания 1739 года, из-за нераспорядительности местной администрации Туруханска, которая не смогла подготовить в срок продовольствие для экспедиции Минина, не принесла результатов. Минин смог отправиться в плавание только в начале августа, достигнув устья Енисея, из-за наступления сильных холодов вернулся в Туруханск. В январе 1740 года Минин отправил Д. В. Стерлегова в сухопутную экспедицию к востоку от Енисея. Команда Стерлигова прошла на собачьих упряжках вдоль морского берега на восток до широты 75°29' с. ш. и провела съёмку западного берега полуострова Таймыр. Летом 1740 года Минин сделал последнюю безуспешную попытку обойти на боте «Обь-Почтальон» полуостров Таймыр. 25 июня он вышел из Туруханска, 21 августа дойдя до широты около 75°15', Минин не рискнул пробиваться далее из-за холодов и недостатка продовольствия. Бот повернул назад и в конце сентября остановился в устье реки Дудинки на зимовку, где Минин получил предписание Адмиралтейств-коллегии от марта 1740 года закончить экспедицию — отвести бот «Обь-Почтальон» в Енисейск, а самому «с командой и с описями» ехать в Петербург. Летом 1741 года Минин прибыл в Енисейск и послал Стерлегова отчётом в Санкт-Петербург. В отчёте он предлагал продолжать работы отряда по описи берега на восток от Енисея.
В 1742 году Минин во время плавания на дубель-шлюпке «Тобол» встретился на Енисее с начальником Ленско-Енисейского отряда Харитоном Лаптевым, который сообщил, что остававшийся не снятым участок побережья между Хатангой и Енисеем им и С. И. Челюскиным уже описан. Минин вернулся в Енисейск. В начале 1743 года Ф. Минин и Х. Лаптев направились в Санкт-Петербург. В пути Минин заболел и прибыл в столицу 8 (19) октября 1743 года, на полтора месяца позже Лаптева. После возвращения из экспедиции Фёдор Минин был вовлечен в многолетнее разбирательство по жалобам подчиненных, в первую очередь штурмана Д. В. Стерлегова и местных жителей, обвинявших его в пьянстве, жестокости и самоуправстве. В 1749 году Минин был отдан под суд и разжалован в матросы на два года.
О дальнейшей судьбе Фёдора Алексеевича Минина ничего неизвестно, кроме года смерти — 1765.

## Память
Именем Фёдора Алексеевича Минина были названы:
- мыс на полуострове Мамонта в Гыданском заливе, назван гидрографом А. И. Вилькицким в 1894 году[12];
- шхеры Минина вблизи северо-западного побережья полуострова Таймыр, названные в 1900 году полярным исследователем Э. В. Толлем[12];
- залив, бухта, гора и мыс на полуострове Таймыр — названы в 1933—1935 годах;
- острова (Мининские) в устье Енисея. Нанесены на карту в 1921 году Отдельным Обь-Енисейским отрядом под руководством К. К. Неупокоева (ранее частично обследованы в 1909—1911 гг. межевыми инженерами Мезениным и Солдатовым)[12];
- мыс Минина на острове Таймыр, назван Н. А.-Э. Норденшельдом в 1878 году[12];
- полуостров Минина на западном побережья Таймыра;
- пролив Минина между Оленьими островами и материком.

### Комментарии
1. ↑  Ялбот — короткая широкая шлюпка с полными обводами и транцевым кормовым срезом.
2. ↑  В 1922 году эту доску обнаружил полярник Н. А. Бегичев и передал её на хранение в Русское географическое общество в Петрограде.